# Mistr Honoré
Mistr Honoré nebo Honoré d'Amiens (* ? – 1318) byl sekulární iluminátor rukopisů, aktivní v poslední čtvrtině 13. století v Paříži.

## Život
Iluminované rukopisy vznikaly až do 60. let 13. století v klášterních skriptoriích a teprve koncem století byly založeny soukromé dílny, které prováděly tuto práci na zakázku.Mistr Honoré je jedním z iluminátorů, jehož jméno je známé, protože byl zapsán v účetních knihách. Existují čtyři rukopisy z období mezi lety 1288 a 1300, které mu byly připsány. Pracoval pro krále Filipa IV. Francouzského a pro klienty z šlechtických kruhů.
Dům a dílna Mistra Honoré se nacházel v dnešní rue Boutebrie v 5. pařížském obvodu – jedné z nejstarších částí Paříže v centru Latinské čtvrti. V roce 1288 se v jeho obchodě prodával Gratiánův dekret a mistr sám je uváděn jako iluminátor v letech 1292, 1296, 1297, 1299 a 1300 v knihách pozemkových daní ("taille"). Zaplatil větší sumu daní než ostatní iluminátoři žijící v této čtvrti a je možno předpokládat, že vedl velkou dílnu.
Dcera mistra Honoré byla také činná jako knižní iluminátor a jeho syn Richard de Verdun, aktivní mezi 1288 a 1318, pravděpodobně převzal dílnu Mistra Honoré po jeho smrti a jeho dílna pokračovala ve stejném malířském stylu. Richard de Verdun byl pověřen Filipem IV. výzdobou Žaltáře svatého Ludvíka (Bréviaire royal de Saint-Louis de Poissy) a byl pravděpodobně autorem ilustrací Bible Jeana de Papeleu.

## Dílo

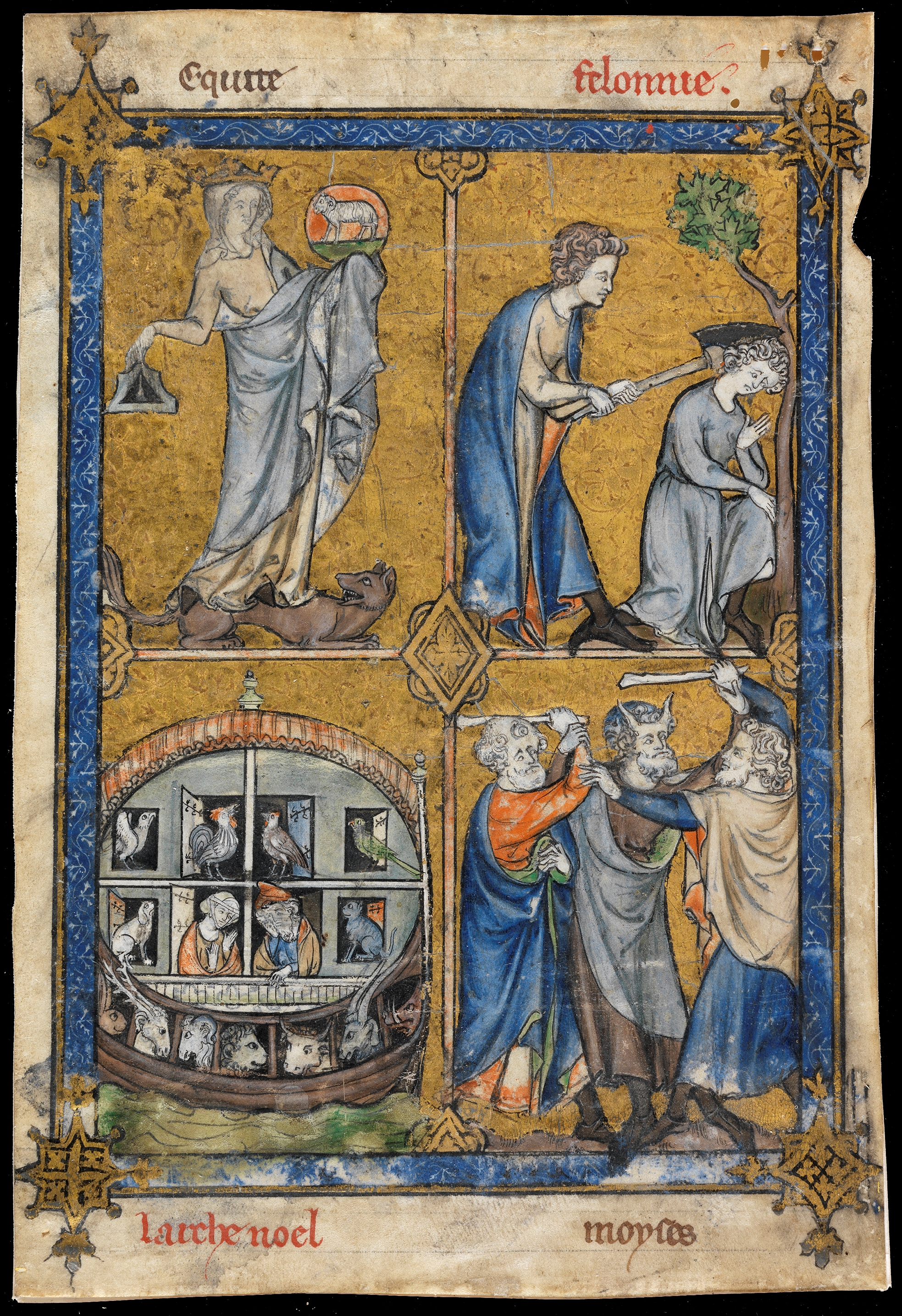
Mistr Honoré, miniatura ze Somme Le Roy

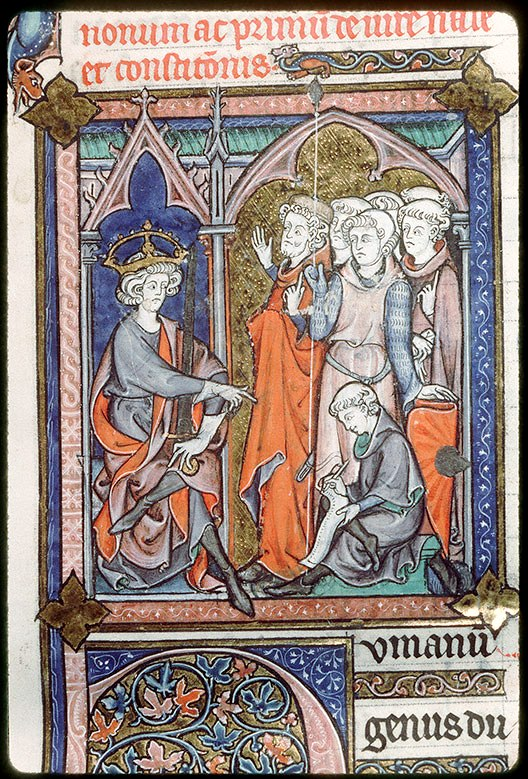
Master Honoré, frontispis Graciánova dekretu, 1288

Mistr tvořil v pařížském stylu své doby, který se vyznačoval elegancí postav, vypracovaných v hladkých liniích a v zářivých barvách na zlatém pozadí. Byl prvním pařížským miniaturistou, který modeloval figury a drapérie pomocí světla a stínování a používal šerosvitu. Byl tak přímým předchůdcem Jeana Pucelle.

### Známá díla autora
- kolem 1276 Evangeliář ze Sainte Chapelle, Britská knihovna
- 1288 frontispis v Gratiánově dekretu, Bibliothèque municipale de Tours
- po roce 1296 Breviář Filipa IV. Francouzského, Francouzská národní knihovna
- 1290–1300 Somme le Roy, British Library[3] a dva listy ve Fitzwilliamově muzeu, Cambridge

### Práce dílny
- Bible Jeana de Papeleu, Bibliothèque de l'Arsenal, (připsáno synu Richardovi de Verdun)
- 1290 dvojlist z Gratiánova dekretu, Metropolitní muzeum umění
- 1295 Hodinky Norimberské, Stadtbibliothek Norimberk
- 1295 Somme le Roi, připsaný Richardovi de Verdun, Bibliothèque Mazarine, Paříž
- 1300 Latinská Bible nebo Bible Karla V., Bibliothèque de l'Arsenal[4]